# Distretto di Chavinillo
Il distretto di Chavinillo è uno degli otto distretti della provincia di Yarowilca, in Perù. Si trova nella regione di Huánuco e si estende su una superficie di 205.16  chilometri quadrati.